# 大列巴

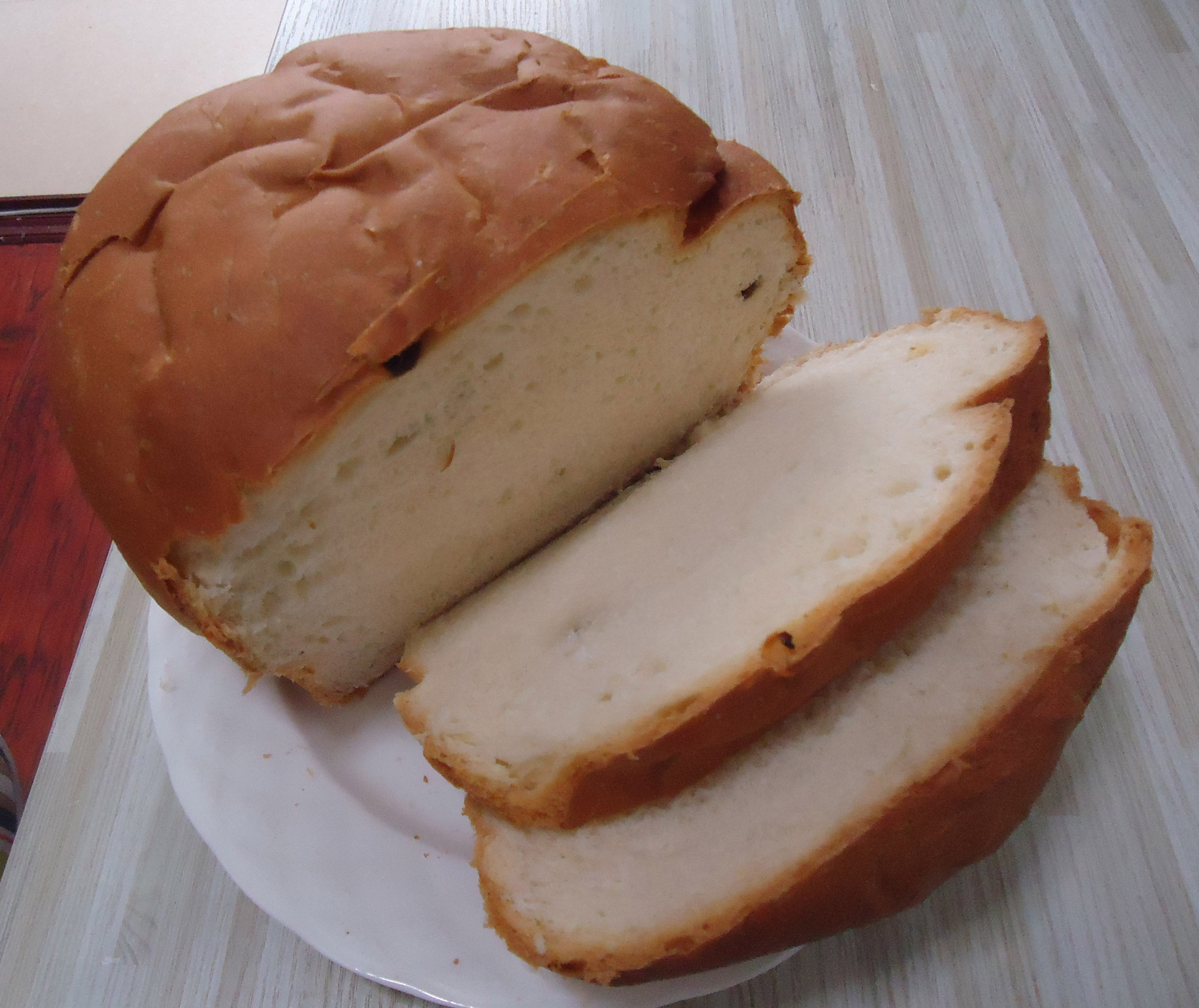
在中国大连大商集团美食店出售的大列巴面包

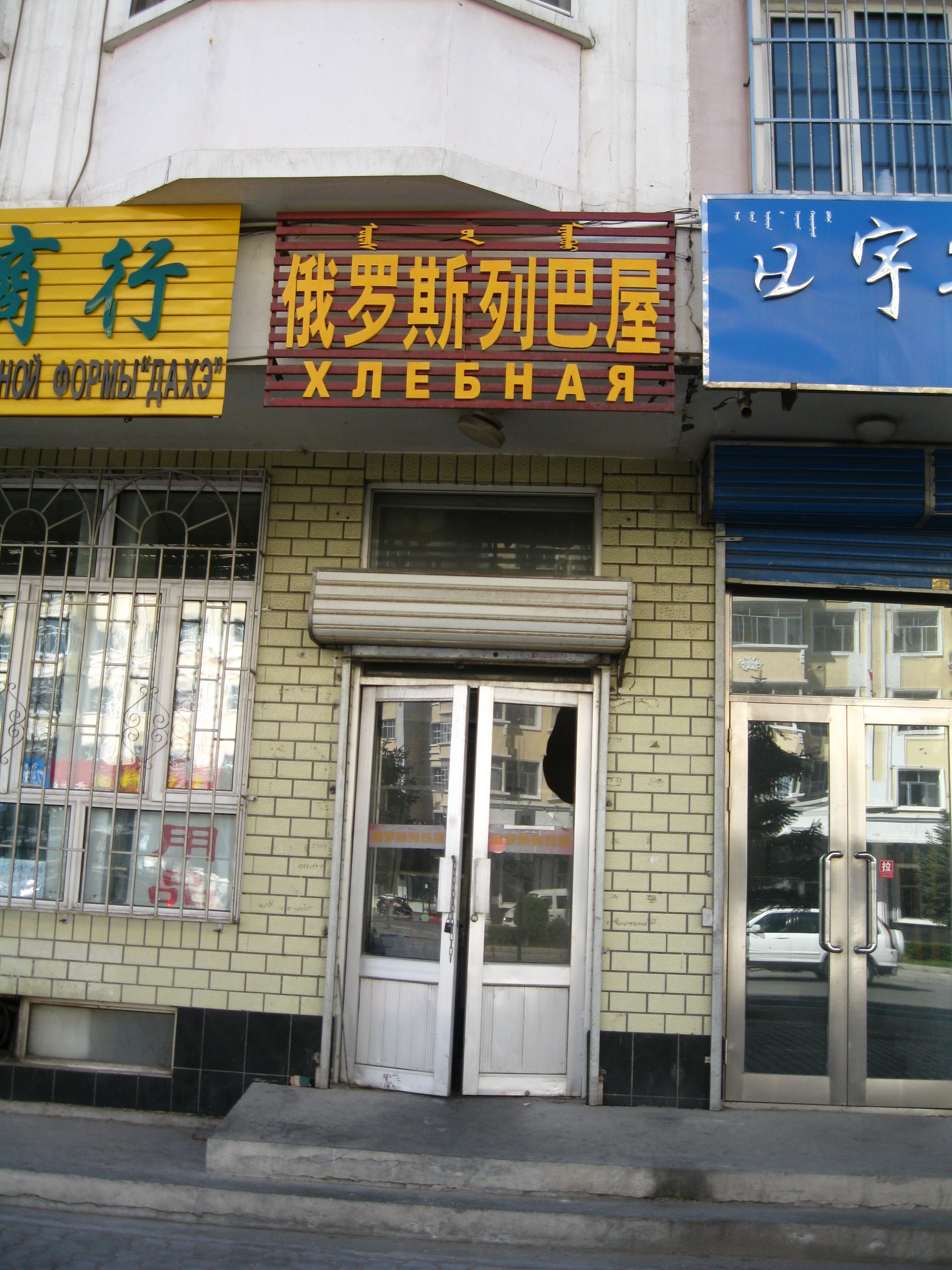
满洲里街头的俄罗斯列巴屋

大列巴原指中国东北仿造俄罗斯黑麦面包做成的小麦面包，现在泛指所有的俄罗斯式面包。其中“列巴”是俄语中面包的音译。一般的俄式面包几乎比现在家庭用的蒸锅还大，因此被称为“大”列巴。
由于在中国只有哈尔滨有正宗的烘烤俄罗斯面包的传统面点师和设施，成为当地的特色食品。由于地理位置靠近俄罗斯，内蒙古海拉尔等地的口味也相对正宗。俄罗斯的农村每个村庄一般只有一个面包炉，各个家庭到这个面包炉定期烤一批面包，平时只在家中吃储存的面包，因此面包制作的非常大，吃时切下一片。由于历史悠久，发展出制作大面包的传统技术。大面包比小的香味浓郁，口味微酸，较硬，适宜储存，另有一番风味。